# Ilha da Juventude
Ilha da Juventude (em castelhano Isla de la Juventud; antes de 1978 Isla de Pinos) é uma ilha e um município especial de Cuba, no Arquipélago dos Canarreos. A população urbana era de 72.885 habitantes em 2002.
Ilha da Juventude é a segunda maior ilha de Cuba e a quinta maior das Grandes Antilhas, com 2.419 km². Possui inúmeros pontos de mergulho, principalmente em sua costa sul. Destacam-se paredões de corais, naufrágios e cavernas. Além de ótimas opções de mergulho.
A capital e maior cidade da ilha é Nueva Gerona, localizada no norte da ilha, com cerca de 15.000 habitantes (2005). A segunda maior cidade é La Fe, no interior da ilha.
Ilha da Juventude é a maior das 350 ilhas que formam o Arquipélago dos Canarreos, a sul do golfo de Batabanó.
A ilha chamava-se Isla de Pinos até 1978.
Sua principal atração é o Presídio Modelo, prédio histórico e museu.

## História
Esta ilha foi descoberta em junho de 1494 por Cristóvão Colombo na sua segunda viagem de descoberta do novo mundo. Existem dúvidas se o nome do Evangelista corresponde a esta ilha e depois chamado como a ilha de Pinos. Em 11 de março de 1596, uma batalha naval ocorreu entre uma frota espanhola, sob o comando de Bernardino González de Avellaneda e Juan Gutiérrez de Garibay, e o que restava da expedição inglesa contra a América espanhola comandada por Francis Drake, então já falecido por disenteria, resultando em dois navios ingleses capturados pelos espanhóis e fazendo com que a frota britânica fugisse dos domínios espanhóis nas Caraíbas.
Ao longo dos anos tem sido conhecida por diferentes nomes como Isla de las Cotorras, Colonia Reina Amália, Isla de los Piratas e até Isla del Tesoro, enquanto os seus primeiros habitantes também a conheciam como Siguanea, Camaraco e Guanaja.
No século XIX, a metrópole espanhola decidiu a sua colonização e a sua capital, Nueva Gerona, foi fundada em 17 de dezembro de 1830. Nessa época também era conhecida como Isla de los Deportados, embora o nome mais utilizado na história seja o da Ilha de Pinos. Assim, apareceu pela primeira vez no mapa de Diego Rivera em 1529. Ainda hoje é usado ao ponto de que o gentio dos locais é pinero.
Em 1978 foi renomeada Ilha da Juventude, devido aos milhares de jovens de diferentes partes do mundo e de várias províncias de Cuba que estudaram em escolas no campo e trabalharam em plantações de citrinos. Foi também chamada de "Ilha dos 500 Assassinatos" pelo célebre autor cubano Pablo de la Torriente Brau, por ocasião dos assassinatos cometidos no antigo Presídio Modelo, agora Palácio de Los Pioneros del Municipio.
No início do século XX, a Ilha de Pinos foi o centro de uma disputa com os Estados Unidos, até que, em 1907, o governo reconheceu a soberania de Cuba sobre a ilha através do Tratado Hay-Quesada, ratificado em 1925, sob o governo de Gerardo Machado.

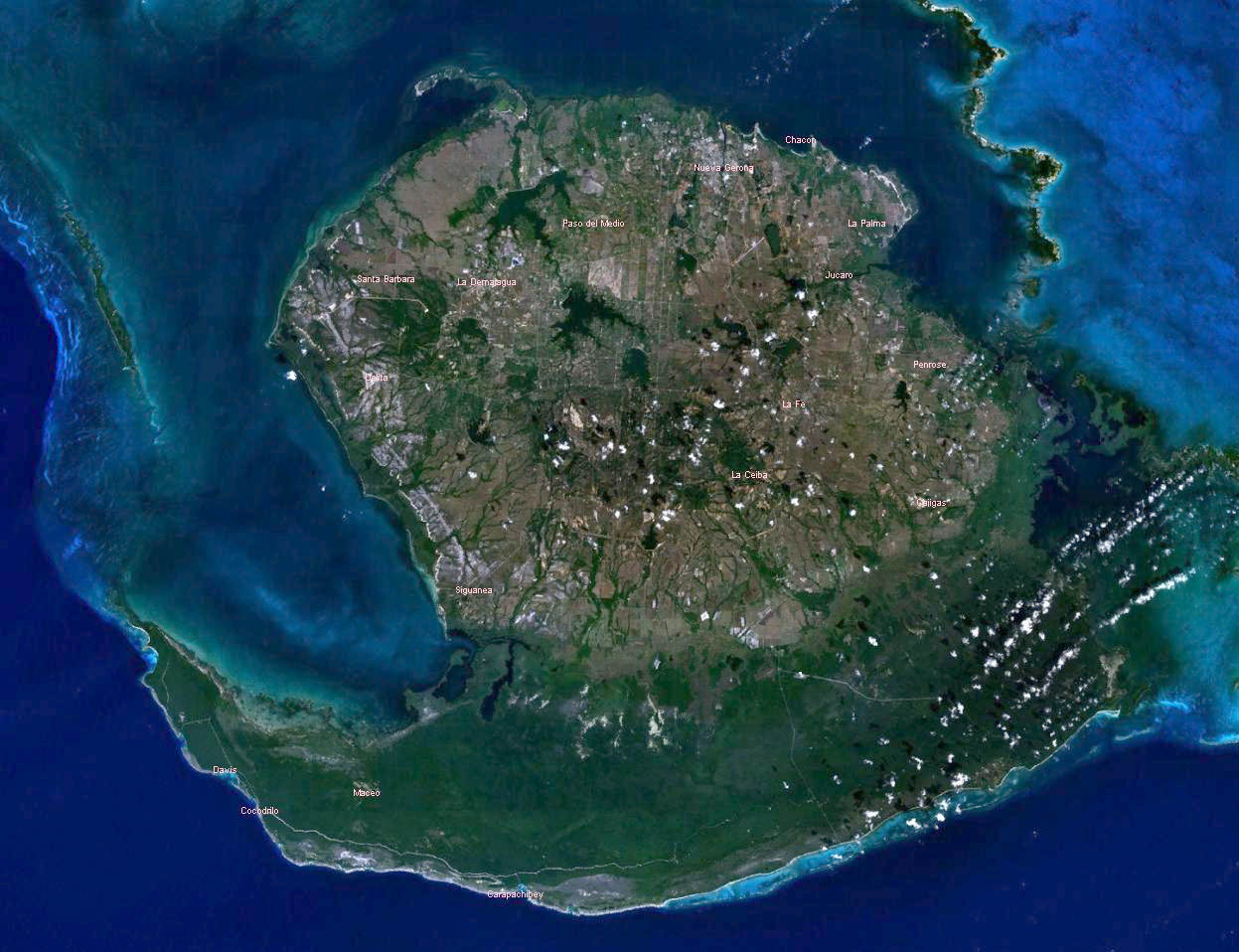
Ilha da Juventude

Após o assalto ao quartel Moncada, em 1953, Fidel Castro, Raúl Castro, Ramiro Valdés, Juan Almeida Bosque e outros participantes nessa ação foram presos no Modelo Presidio até maio de 1955, quando foram libertados graças a uma anistia geral.
Atualmente, a Ilha da Juventude é considerada um município especial, com uma população de aproximadamente 87.000 habitantes. A atividade econômica baseia-se principalmente na agricultura, principalmente nos citrinos; na extração de mármore; pesca; e cerâmica utilitária e artística. Suas principais atrações turísticas são o Centro Internacional de Mergulho no Hotel El Colony, e Cayo Largo del Sur.
A maior elevação que a ilha tem é a Serra de La Cañada com 303 metros de altitude, e os rios mais importantes são Las Nuevas, San Pedro, Las Casas e Júcaro.